# 高崎健康福祉大学
高崎健康福祉大学（たかさきけんこうふくしだいがく、英語: Takasaki University of Health and Welfare）は、群馬県高崎市中大類町37-1に本部を置く日本の私立大学。1936年創立、2001年大学設置。大学の略称は健大、高健大、高崎健大。

## 沿革
- 1936年 - 須藤和洋裁女学院を創立。
- 1949年 - 須藤和洋裁女学院を設立認可。
- 1954年 - 財団法人須藤学園の設立認可を受け、須藤高等技芸学校と改称。
- 1960年 - 準学校法人須藤学園の設立認可。
- 1966年 - 学校法人須藤学園設立認可、群馬女子短期大学設置認可。群馬女子短期大学開学、家政科を設置。
- 1967年 - 群馬女子短期大学に国文科の設置を認可。群馬女子短期大学に国文科を設置。
- 1968年 - 群馬女子短期大学附属高等学校設置認可。群馬女子短期大学附属高等学校開校。
- 1969年 - 群馬女子短期大学の学則を改定、家政科を家政学科、国文科を国文学科と改称。
- 1970年 - 群馬女子短期大学の家政学科を家政専攻と食物栄養専攻に専攻分離。
- 1971年 - 法人名称を学校法人群馬女子学園と改称。
- 1974年 - 群馬女子短期大学付属幼稚園を設置認可。群馬女子短期大学附属幼稚園を開園。
- 1976年 - 創立40周年記念式典を挙行、常陸宮妃臨席。
- 1985年 - 学校法人群馬女子学園創立50周年（短大創立20周年）記念式典を挙行。
- 1988年 - 群馬女子短期大学に経営情報学科の設置を認可。
- 1989年 - 群馬女子短期大学に経営情報学科を設置。
- 1990年 - 群馬女子短期大学の家政学科を生活学科に、同学科の家政専攻を生活教養専攻に改称。
- 1996年 - 学校法人群馬女子学園創立60周年（短大創立30周年）記念式典を挙行。
- 1999年 - 群馬女子短期大学の国文学科を日本語コミュニケーション学科に、経営情報学科を情報文化学科に改組認可。
- 2000年 - 群馬女子短期大学の国文学科を日本語コミュニケーション学科に、経営情報学科を情報文化学科に改組。高崎健康福祉大学 健康福祉学部健康情報学科、保健福祉学科、健康栄養学科の設置を認可。
- 2001年 - 法人名称を高崎健康福祉大学に改称。高崎健康福祉大学を開学、健康福祉学部医療福祉情報学科、保健福祉学科、食品栄養学科を設置。群馬女子短期大学を高崎健康福祉大学短期大学部に改組して男女共学化。群馬女子短期大学附属高等学校を高崎健康福祉大学高崎高等学校に改称して男女共学化。群馬女子短期大学附属幼稚園を高崎健康福祉大学附属幼稚園に改称。高崎健康福祉大学短期大学部の生活学科に児童福祉専攻の設置を認可。高崎健康福祉大学短期大学部の国文学科と経営情報学科の廃止認可。
- 2002年 - 高崎健康福祉大学短期大学部生活学科に児童福祉専攻を開設。高崎健康福祉大学短期大学部に看護学科の設置を認可。
- 2003年 - 高崎健康福祉大学短期大学部に看護学科（3年制）を開設。
- 2004年 - 高崎健康福祉大学短期大学部の日本語コミュニケーション学科を廃止。健康福祉学部健康情報学科を健康福祉学部医療福祉情報学科に改称。高崎健康福祉大学短期大学部の生活学科2専攻を廃止し、児童福祉学科と生活学科に改組。大学院健康福祉学研究科の設置を認可。
- 2005年 - 大学院を開設、健康福祉学研究科医療福祉情報学専攻修士課程、保健福祉学専攻修士課程、食品栄養学専攻修士課程を設置。薬学部薬学科、看護学部看護学科の設置を認可。
- 2006年 - 薬学部薬学科（6年制）、看護学部看護学科を設置。健康福祉学研究科に博士後期課程の設置認可。
- 2007年 - 高崎健康福祉大学短期大学部の生活学科を廃止。高崎健康福祉大学短期大学部の情報文化学科を廃止。健康福祉学研究科に保健福祉学専攻博士後期課程、食品栄養学専攻博士後期課程を開設。
- 2009年 - 高崎健康福祉大学短期大学部の看護学科を廃止。健康福祉学部医療福祉情報学科を医療情報学科に、保健福祉学科を社会福祉学科に改称
- 2010年 - 看護学部を保健医療学部に改称して理学療法学科を増設。
- 2011年 - 薬学研究科薬学専攻博士課程、保健医療学研究科に看護学専攻修士課程の設置認可。人間発達学部子ども教育学科の設置認可。
- 2012年 - 人間発達学部子ども教育学科を設置。薬学研究科薬学専攻博士課程、保健医療学研究科看護学専攻修士課程を設置。
- 2013年 - 高崎健康福祉大学短期大学部の児童福祉学科を廃止認可。
- 2014年 - 収益事業（医療・福祉）を開始、認可。高崎健康福祉大学附属クリニック開院。
- 2018年 - 農学部を設置（群馬県内の大学としては初[1]）。
- 2019年 - 群馬県庁と農業の振興および6次産業化で連携する協定を締結[1]。

## 基礎データ

### 所在地
群馬県高崎市中大類町37-1

### 象徴

#### 校歌
高崎健康福祉大学学歌
作詞は松井五郎、作曲は服部克久。

## 教育および研究

### 組織

#### 学部
- 健康福祉学部
  - 医療情報学科
  - 社会福祉学科
    - 社会福祉コース
    - 介護福祉コース

  - 健康栄養学科
- 薬学部
  - 薬学科
- 保健医療学部
  - 看護学科
  - 理学療法学科
- 人間発達学部
  - 子ども教育学科
    - 保育・教育コース
    - 教員養成コース
- 農学部
  - 生物生産学科
    - 生命科学コース
    - 作物園芸システムコース
    - フードサイエンスコース
    - アグリビジネスコース

#### 大学院
- 健康福祉学研究科
  - 医療福祉情報学専攻（修士課程）
  - 保健福祉学専攻（博士前期課程・博士後期課程）
  - 食品栄養学専攻（博士前期課程・博士後期課程）
- 保健医療学研究科
  - 看護学専攻（修士課程）
  - 理学療法学専攻（修士課程）
- 薬学研究科
  - 薬学専攻（博士課程）
- 農学研究科
  - 生物生産学専攻（博士前期課程・博士後期課程）

## 施設
- 講義棟
- 1号館
- 2号館（図書館・学生ホール・喫茶）
- 3号館（コンピュータルーム）
- 4号館
- 5号館
- 6号館（体育館）
- 7号館（薬学部）
- 8号館（人間発達学部・子ども・家族支援センター）
- 9号館（理科実験室・被服室・コンピュータ実習室・心理学実験室・模擬授業教室・その他）
- 10号館（農学部）
- 須藤いま子記念館

## 教育
- 健康福祉学部医療情報学科は、国家資格の基本情報技術者試験（FE）の午前の部の免除制度の認定校になっており、特定の講座を受講して修了試験に合格することで、FEの午前の部の受験が1年間免除される[2][3][4]。
- ITパスポート試験（iパス）および情報検定（J検）の試験会場になっている[5]。

## 大学関係者

### 現教職員
- 森部英生 - 人間発達学部教授。元・群馬大学教育学部教授。

### 元教職員
- 平山宗宏 - 小児科学者。東京大学 名誉教授。 母子健康手帳の普及に貢献。
- 日暮眞 - 小児科学者。東京大学 名誉教授。 日本におけるダウン症候群研究の第一人者。
- 江口文陽 - 農学者。東京農業大学第13代学長。

### 出身者
- 佐藤綾乃 - スピードスケート選手。平昌オリンピック女子団体パシュート金メダリスト。人間発達学部子ども教育学科卒業。

## 付属学校
- 高崎健康福祉大学高崎高等学校

## 付属幼稚園
- 高崎健康福祉大学附属高崎幼稚園